# Pectispongilla aurea
Pectispongilla aurea är en svampdjursart som beskrevs av Annandale 1909. Pectispongilla aurea ingår i släktet Pectispongilla och familjen Spongillidae.
Artens utbredningsområde är havet utanför Indien. Inga underarter finns listade i Catalogue of Life.